# Четкоопашато скално валаби
Четкоопашатото скално валаби (Petrogale penicillata) е вид бозайник от семейство Кенгурови (Macropodidae). Видът е почти застрашен от изчезване.

## Разпространение и местообитание
Разпространен е в Австралия.